# Bugeat
Bugeat é uma comuna francesa na região administrativa da Nova Aquitânia, no departamento de Corrèze. Estende-se por uma área de 30,99 km². Em 2010 a comuna tinha 810 habitantes (densidade: 26,1 hab./km²).